# 内田るん
内田 るん（うちだ るん、1982年 - ）は、日本の詩人、フェミニスト、イベントオーガナイザー。

## 経歴
東京都生まれ。8歳の時に兵庫県芦屋市立山手小学校に転校、兵庫県立芦屋高等学校卒業。バンド「くほんぶつ」と「The Scrooge」を主宰。友人のマスダユキと共に年１回発行するミニコミ「漫想新聞」の共同編集者としても活動。父は思想家の内田樹。

## おもな著作
- 『街場の親子論』中央公論新社、2020年、ISBN 978-4-12-150690-0
- 『漫想新聞』[8]